# متلازمة ألبورت
متلازمة ألبورت أو متلازمة ألبرت أو متلازمة آلبورت (بالإنجليزية: Alport syndrome)‏ مرض وراثي تنجم معظم الحالات عن طفرة أو فقد صبغي في المورثة COL4A5 على الكروموزوم X، الأمر الذي يؤدي إلى تخربٍ مترقٍ يصيب الغشاء الكبي القاعدي، وإن العديد من الأغشية القاعدية الأخرى التي تحوي نفس النظائر الكولاجينية Collagens Isoforms تتأثر بشكل مشابه ولاسيما في القوقعة.
داء ألبورت يتضمن التهاب كبيبات الكلى، أمراض الكلى وفقدان السمع. يمكن أن يؤثر داء ألبورت على العينين. كما يظهر غالباً الدم في البول.
اكتشف المتلازمة الطبيب الجنوب إفريقي أرثر سيسيل ألبورت في أسرة بريطانية سنة 1927.

## أسبابها
هو ناتج عن طفرة في في النسيج الضاملبروتين يدعى الكولاجين.هذا الاضطراب شائع بين الذكور أكثر من الإناث. يمكن للمرأة أن تنقل هذا الجين لأطفالها، حتى لو لم يكن عليهم عوارض المرض.

## الأعراض
داء ألبورت يعمل على تدمير الأوعية الدموية الموجودة في الكليتين وتدعى الكبيبة الكلوية التي تعمل على تصفية الدم من السموم والعوادم الناتجة عن عملية الأيض.في البداية، لا توجد أية أعراض لكن التدمير التدريجي للكبيبات يؤدي إلى وجود الدم في البول ويقلل من فعالية الكلى لتصفية الدم. سيحدث تراجع تدريجي في وظيفة الكلى نتيجة لذلك سيحدث تراكم للسوائل والفضلات في الجسم. بالنسبة للمرأة عادة فأن هذا الاضطراب لا يؤثر عليها إذ معظم الأحيان لا يظهر أعراض المرض. أما بالنسبة للرجال فأن الإعراض تكون أكثر حدة وأكثر سوء.ومن أهم العوارض لهذه المتلازمة:
التهاب كبيبات الكلى-التهاب الكلية-فقدان السمع قبل سن الثلاثين-التهاب الكلية -ظهور دم في البول. لون البول غير طبيعي اما يميل إلى الصفرار الشديد أو إلى البياض الشديد -تورم في الكاحل والساق والقدم-ارتفاع ضغط الدم. وبالنسبة للرجال تعمل هذه المتلازمة على التأثير على حاسة النظر. فيظهر تورم العينين.قد تحدث أعراض الفشل الكلوي المزمن أو فشل القلب.وفي بعض الحالات قد لا تظهر أي اعراض لهذا الداء.

## التشخيص
يتم تشخيص الحالة أولًا عن طريق تحليل البول- دم لكي تعرف كمية بروتين، وعدة الاختلالات. ونسبة
انخفاض كريات الدم الحمراء.
قياس السمع قد يظهر بعض الصمم عصبي.
خزعة الكلى تظهر التهاب كبيبات الكلى المزمن مع تغيرات نموذجية لمتلازمة البرت.

## العلاج
يشمل العلاج في اتباع نظام غذائي سليم، وتحديد السوائل في الجسم، وغيرها من العلاجات. واذا كان الفشل الكلوي المزمن تطور إلى مراحله النهائية من امراض الكلى، عندها يتطلب غسيل الكلى أو زرع الأعضاء.
ويمكن إعطاء الأشخاص الذين يعانون من متلازمة آلبورت استخدام وسائل حماية للسمع في البيئات الصاخبة